# 在线考试
在线考试是指通过局域网、城域网进行考试的一种考试形式，也可以说成是通过网络媒体进行的考试。　　

## 优点
- 教师的试题和试卷资源可以重复利用
- 教师不需要批改答卷中的客观题，而是通过机器判卷，并且不会出错。
- 试题答卷情况的统计分析非常便捷。

## 缺点
- 不能减少监考环节，在线考试虽然方便，但是在正式考试中同样需要监考，而如果考试的人群是分散的，则很难完成监考。
- 对教师出卷，考试设置需要掌握考试系统，对教师有更高的要求。
- 对数理化(有公式)，和艺术等不能进行在线考试。